# 1881 en Nouvelle-Écosse
Chronologie de la Nouvelle-Écosse
- 1877
- 1878
- 1879
- 1880
- 1881
- 1882
- 1883
- 1884
- 1885

Cette page concerne des événements survenus en 1881 dans la province canadienne de Nouvelle-Écosse.

## Politique
- Premier ministre : Simon H. Holmes
- Chef de l'Opposition :
- Lieutenant-gouverneur : Adams George Archibald
- Législature :

## Naissances
- 8 août : James Garfield MacDonald (né à Lower South River (en) et mort en 1951), athlète canadien pratiquant le triple saut, le saut en hauteur et le saut en longueur.